# Velburg
Velburg es una ciudad situada en el distrito de Neumarkt en el Alto Palatinado, en el estado federado de Baviera (Alemania). Tiene una población estimada, a fines de 2023, de 5553 habitantes.
Está ubicada en el centro del estado, en la región de Alto Palatinado, a poca distancia al norte del río Danubio.